# Przyczynek do Rzeczy o wolności słowa
Przyczynek do «Rzeczy o wolności słowa» – historyczno-polityczny przyczynek Cypriana Kamila Norwida z 1871 do dwóch rozdziałów jego poematu Rzeczy o wolności słowa.

## O utworze
Przyczynek stanowi komentarz Norwida do dwóch fragmentów Rzeczy o wolności słowaː do rozdziału IX wierszy 77-128 i rozdziału XII wierszy 162-209. Pierwszy z nich zawiera rozważania Norwida na temat parlamentu, drugi przeciwstawia sile wybuchu wulkanu uporczywą pracę wylewającego co roku Nilu. Tekst powstał pod wpływem obserwacji i doświadczeń autora związanych z Komuną Paryską, w maju 1871 w ogarniętym pożarami Paryżu. Został przesłany Mieczysławowi Pawlikowskiemu do Krakowa, zapewne w nadziei, że ten opublikuje go na łamach Kraju. Ostatecznie tekst ukazał się w zimowym numerze Lamusa z przełomu 1908/1909, w opracowaniu Pawlikowskiego. Autograf wypożyczony przez Zenona Przesmyckiego zaginął w nieznanych okolicznościach.
Mottoː Mówią – że to jest wielkie, ja wiemː ja tam byłem pochodzi z rozdziału XII Rzeczy o wolności słowa i dotyczy wybuchu wulkanu. W artykule zostaje odniesione do wybuchu Komuny Paryskiej.

## Treść
Autor przyznaje, że gdyby był Pliniuszem poproszonym o opis wybuchu Wezuwiusza i odmalował jego erupcję, byłby jak korespondent czasopisma, zabawiałby się fotografowaniem. On jednak inaczej i dla innych powodów pisze, choć ma wrażenie, ze musi się brać za prace, które zdawały się już dokonane. Zacznie od tego, że Bóg i system parlamentarny ocaliły Francję od głębokiego upadku, który nie wydaje się obecnie tak przerażający z powodu bezpośrednich cierpień. Dlatego korespondent ma obowiązek chronić przed bieżącymi wrażeniami. Kiedyś, jeszcze przed pojawieniem się Garibaldiego Norwid sądził, że tragedia rozgrywająca się pomiędzy wolą ludzką a historią zachodzi gdzieś w powietrzu i stamtąd spada naładowana energią. Za dni Komuny wszystko było energiczne, nawet mleko. Słowo energia przyjęło wartość kabalistyczną, a pojęcia wydawały się odłamami gmachów Niniwy, pokrytymi płaskorzeźbami bestii o potwornej muskulaturze. Wszakże dzisiaj piasek pokrywa złomy babilońskich budynków i zboże się nad nimi kołysze. Podobnie spotęgowana wola jednostki, która objawiła się w Komunie natknęła się na zwykły rozwój parlamentu, w którym nie było Cycerona, Demostenesa, a nawet Wiktora Hugo i została pokonana.
Za dni terroru Norwid wziął w kawiarni do ręki oficjalny dziennik, w którym przeczytałː Wizytator baczyć będzie energicznie, aby żadnego obrazu, krucyfiksu, madonny, słowemː żadnej postaciowej ruchomości wrażenie robić mogącej na małoletnich sala szkolna nie obejmowała. Starał się nie roześmiać. Ale szybko doszedł do wniosku, że ten sam absurd, choć nie tak skoncentrowany wypełniał system edukacyjny Stanisława Konarskiego. Co więcej, patrząc na nieustanny zamęt bieżących czasów, uniemożliwiających zupełnie wychowanie, wydaje się, że ojcowie kłócąc się nieustannie o swe interesy, zapominają o swych dzieciach, które będą tych interesów spadkobiercami. I tu Francja wyraziła sprawę ogólną to jest, że tylko Bóg i system parlamentarny są w stanie ocalić Europę przed antycywilizacyjnym kataklizmem. Dlatego właśnie spotkały się tam jak na arenie jednostkowa energia z jednostajną prozą zgromadzenia parlamentarnego, aby ukazało się wyraźnie zadanie czasu. 